# 1977-es Vuelta ciclista a España
Az 1977-es Vuelta ciclista a España volt a 32. spanyol körverseny. 1977. április 26-a és május 15-e között rendezték. A verseny össztávja 2785 km volt, és 19 szakaszból állt. Végső győztes a belga Freddy Maertens lett.

## Végeredmény
|    | Versenyző             | Csapat            | Idő           |
| -- | --------------------- | ----------------- | ------------- |
| 1  | Freddy Maertens       | Flandria-Velda    | 78 óra 54' 36 |
| 2  | Miguel Maria Lasa     | Teka              | 2' 51         |
| 3  | Klaus-Peter Thaler    | Teka              | 3' 23         |
| 4  | Domingo Perurena      | Kas-Campagnolo    | 4' 45         |
| 5  | Jose Luis Viejo       | Kas-Campagnolo    | 5' 14         |
| 6  | Michel Pollentier     | Flandria-Velda    | 5' 35         |
| 7  | Gary Clively          | Magniflex-Torpado | 7' 06         |
| 8  | José Pesarrodona      | Kas-Campagnolo    | 9' 32         |
| 9  | Pedro Torres          | Teka              | 10' 29        |
| 10 | José-Antonio Gonzalez | Kas-Campagnolo    | 11' 18        |